# (17097) Ronneuman
(17097) Ronneuman est un astéroïde de la ceinture principale.

## Description
(17097) Ronneuman est un astéroïde de la ceinture principale. Il fut découvert le 10 mai 1999 à Socorro (Nouveau-Mexique) par le projet LINEAR. Il présente une orbite caractérisée par un demi-grand axe de 3,11 UA, une excentricité de 0,12 et une inclinaison de 1,7° par rapport à l'écliptique.

## Compléments